# Wallowaconcha raylenea
Wallowaconcha raylenea aus der Familie der Wallowaconchidae ist eine große, sehr spezialisierte Muschel aus der Ordnung der Rudisten (Hippuritoida). Wallowaconcha raylenea lebte in Oregon (USA) zur Zeit des Nor (Obertrias).

## Merkmale
Die Randpartien der Gehäuse sind flügelartig verlängert. Diese flügelartigen Fortsätze sind durch Trennwände in Kammern unterteilt, die jedoch eine Verbindung untereinander hatten. Das Schloss ist als breite Schlossplatte ausgebildet, die ein oder zwei dicke Kardinalzähne enthält, die grob parallel zur Schlossachse angeordnet sind. Außerdem ist eine tiefe Kardinalgrube auf jeder Klappe vorhanden, die jedoch erst im Adultstadium erscheint.

## Lebensweise
Die Wallowaconchidae lebten auf dem Sediment. Durch die flügelartige Verbreitung der Gehäuse konnten sie auf dem Weichsediment liegen, ohne in das Sediment einzusinken („Schneeschuhprinzip“). Die schwach entwickelten Schließmuskeln und die großen schweren Schalen deuten darauf hin, dass die Wallowaconchidae in Symbiose mit chemosynthetischen Bakterien oder endosymbiontischen Bakterien lebten. Sie lebten in Gruppen auf dem Meeresboden.

## Vorkommen
Bisher sind die Wallowaconchidae nur von einigen wenigen Stellen in Oregon (USA) bekannt. Sie waren vermutlich endemisch auf einigen Inselbögen-Terranen des westlichen Nordamerika. Sie kommen in Yukon (Canada) (Stikine Terran), Oregon (USA) (Wallowa Terran) und in Sonora (Mexiko)(Antimonio Terran) vor. Sie sind bisher auf das Nor in der Obertrias beschränkt.